# Mixicom
Mixicom est un réseau multichaîne auquel sont affiliés plusieurs vidéastes du web. Filiale de Webedia, son siège social est situé à Levallois-Perret en France. Sont affiliés notamment Norman ou Cyprien, avec lesquels la société est co-actionnaire dans la régie publicitaire Talent Web SAS.

## Histoire
Mixicom est créé en 2004. L'entreprise édite des catalogues pour les enseignes de grande distribution Fnac, E.Leclerc, Casino, But, ou encore Auchan et possède les sites JeuxActu, FilmActu, Planète Rap Mag et MusiqueMag.   
En septembre 2015, le groupe Webedia rachète la société 75 millions d'euros,. Sur ce montant, 25 millions d'euros concernent Talent Web SAS, la régie publicitaire affiliée aux YouTubeurs du groupe dans laquelle Mixicom est coactionnaire avec Norman, Cyprien, Squeezie, Hugo Tout Seul, Natoo et Jhon Rachid. De ce rachat, Cyprien touche 6,6 millions d'euros, Squeezie 4 millions et Norman 2,2 millions. Le montant des autres coactionnaires varie entre 110 000 et 220 000 euros.